# الثقافة البولندية خلال الحرب العالمية الثانية

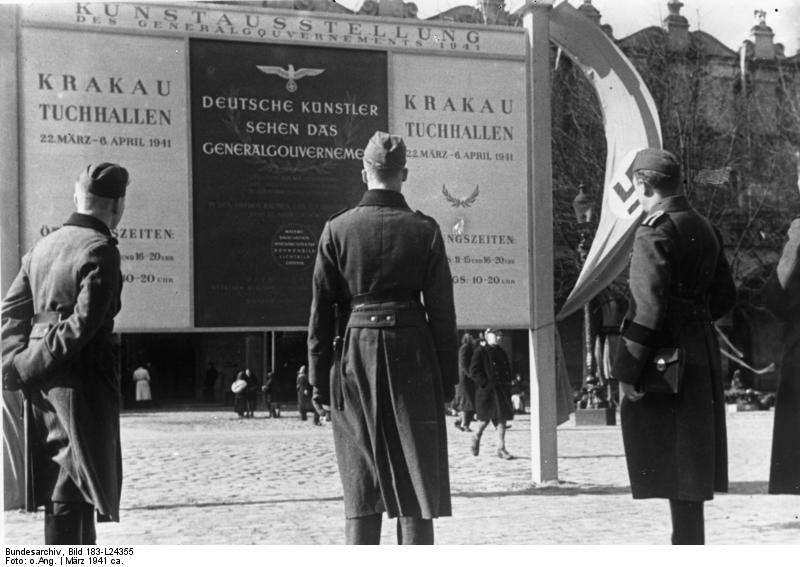
لوحة إعلانية في بولندا تحت السيطرة الألمانية

الثقافة البولندية خلال الحرب العالمية الثانية ((بالبولندية: Polska kultura podczas II wojny światowej)) كتب المؤرخ البريطاني:" باغتت قوات الاحتلال الألمانية النازية وقوات الاتحاد السوفيتي الحضارة البولندية خلال الحرب العالمية الثانية؛ كانت القوتان معاديتان للشعب البولندي وللتراث الحضاري. هدفت سياستهم إقامة مذبحة جماعية ثقافية أدت بدورها إلى مقتل آلاف العلماء والفنانين، وسرقة وتدمير عدد لا يحصى من الآثار الثقافية. تشابه الألمان والسوفييت في معاملة الشعب البولندي بشكل سيء."
نهب المُحتلون ودمروا الكثير من تراث بولندا الثقافي والتاريخي، بينما قتلوا وأعدموا نخبة بولندا من المثقفين. أغلقت أغلب المدارس البولندية وشهدت المدارس التي استمرت تغييرًا جذريًا في مناهجها.
غير أن، المنظمات والأفراد الذين عملوا سريًا، وخاصةً جهاز الدولة الذي عمل في السر كذلك، حافظوا، قدر الإمكان، على الكثير من كنوز بولندا القيمة وعملوا على إنقاذ العديد من المؤسسات والآثار الثقافية. ساهمت الكنيسة الكاثوليكية والأغنياء في إنقاذ بعض الفنانين وإنقاذ أعمالهم. استمر نشاط بولندا الثقافي السري أثناء الحرب من أعمال مكتبية وحفلات ومسرح وتعليم وأبحاث علمية، على الرغم من تعسف النازيين والسوفييت.

## الخلفية
لم تعد بولندا دولة ذات سيادة منذ 1795 وظلت خلال القرن التاسع عشر جزئًا متعلقًا ما بين إمبراطورية روسيا والنمسا. على الرغم من أن محاولات الوفاق كانت حثيثة، كما يلزم، لم يحصلوا على الاستقلال ولم تتحد أمتهم إلا بعد انتهاء الحرب العالمية الأولى. لم تستمر الدولة البولندية المستقلة كثيرًا حيث هوجمت من جديد وانقسمت إلى قوىً أجنبية.
في غرة سبتمبر/أيلول عام 1939، غزت ألمانيا بولندا وبدأت بذلك الحرب العالمية الثانية ثم في السابع عشر من نفس الشهر، احتلتها أيضًا قوات الاتحاد السوفيتي، عملًا بالاتفاق الألماني السوفييتي. لاحقًا، قُسِمَت بولندا مجددًا، بين القوتين المحتلتين، وظلت تحت احتلالهم أغلب فترة الحرب. بحلول غرة أكتوبر، كان الألمان والسوفييت يديرون الدولة بشكل تام، غير أن الحكومة البولندية لم تعلن استسلامها؛ بل إن الحكومة البولندية التي عملت سرًا، الخاضعة للحكومة البولندية في المنفى، تشكلت لاحقًا. في الثامن من أكتوبر/تشرين الأول، استولى الألمان على الأجزاء الغربية من بولندا، ما قبل الحرب، وعملًا لحق الانتفاع في الأراضي المحتلة، أعلنوا الحكومة العامة. في 1939، تخلت قوات الاتحاد السوفيتي عن الأراضي التي احتلتها لصالح ألمانيا بسبب غزو الألمان للاتحاد السوفيتي؛ لكنهم استرجعوا تلك الأراضي بشكل دائم بعد فوزهم على الألمان في منتصف عام 1944. خسرت بولندا خلال فترة الحرب ما يقارب 20 % من تعداد سكانها قبل الحرب وذلك في منتصف فترة الاحتلال التي انتهت خلالها جمهورية بولندا الثانية.

## تدمير الثقافة البولندية

### الاحتلال الألماني

#### السياسة
تطورة سياسة الألمان تجاه الأمة البولندية وثقافتها خلال فترة الحرب. لم يُعطَ مسئولوا الألمان أو ضباطهم في البداية أية مبادئ توجيهية للتعامل مع المؤسسات الثقافية هناك، ولكن سرعان ما تغير الأمر. في سبتمبر/أيلول من عام 1939، على الفور من احتلال الالمان لبولندا، أقرت الحكومة النازية المراحل الأولى من الخطة القصيرة جنرالبلان أوست. خطط مكتب برلين للسياسة العنصرية لتلك السياسة الأساسية في وثيقة تحت عنوان ما يخص معاملة سكان المناطق البولندية سابقًا، من وجهة النظر السياسية العنصرية. فيما يخص السلافيون الذين يقنطون المنطقة الشرقية على حدود الأراضي الألمانية قبيل الحرب، فإنهم إما يصبحون ألمانًا أو يُستعبدوا أو تتم إبادتهم، وذلك يعتمد على كونهم كانوا يقنطون بالمناطق التي تم الاستيلاء عليها بالفعل أو في مناطق تابعة للحكومة العامة.
في 31 من أكتوبر/تشرين الأول عام 1939، صاغ الحاكم العام هانس فرانك مع الوزير النازي للإشاعات جوزيف جوبلز كثير من السياسات المُتبعة مع الثقافة البولندية في مدينة وودج. صرح جوبلز أن: «الأمة البولندية لا تستحق أن يكون لها ثقافة». اتفق هو وفرانك أن محاولات حصول البولنديين على أي نوع من الثقافة يجب أن تخضع لضوابط قاسية: لا مسارح ولا دور عرض سينمائية ولا ملاهٍ ليلية ولا إمكانية للحصول غلى منفذ راديو أو صحافة ولا تعليم. اقترح فرانك أن البولنديين عليهم أن يشاهدوا أفلامًا توضح لهم إنجازات الرايخ الثالث ولا يجب التحدث إليهم إلا من خلال مُكبرات الصوت. أغلقت المدارس المهنية التي تخطت المستوى المتوسط كما كان حال المسارح والمؤسسات الثقافية الأخرى. أغلقت الصحيفة الوحيدة التي كانت باللغة البولندية وبدأت حركة اعتقالات للمفكرين.
في مارس/آذار عام 1940، سقطت كُل الأنشطة الثقافية في قبضة وزارة التعليم والإشاعات بالحكومة العامة والتي تغير اسمها لاحقًا لوزارة الإشاعات. عكست تلك التوجيهات التي نوقشت في الربيع ومطلع الصيف ظلالها على السياسات التي خطط لها فرانك وجوبلز خلال الخريف السابق. منع واحد من أوائل المراسيم تنظيم أي نشاطات ثقافية إلا تلك البدائية منها بعد الحصول على موافقة مُسبقة. استُثني مُشاهدوا تلك العروض «ذات المستوى المتدني» من تلك العروض الشهوانية أو الإباحية وتم استخدامهم كوسيلة لإشباع الجماهير وليرى العالم ما هو الفن البولندي «الحقيقي» وأيضًا ليرى العالم أن الألمان لا يمنعون البولنديين من التعبير عن نفسهم. دعى مُتخصصوا الإشاعات الألمان نُقاد من دول مُحايدة لتحليل تلك العروض «البولندية» التي كانت مُصممة على أن تكون مُملة وإباحية وقدموا تلك الأعمال على أنها نشاطات بولندية ثقافية مُعتادة. مُنع التعاون الثقافي البولندي الألماني كالعروض المشتركة بين البلدين بشكلٍ صارم. لحق ذلك منع إصدار أي كتب بالبولندية في أكتوبر/تشرين الأول، وتم تشديد الرقابة على تلك الكُتب التي كانت موجودة بالفعل ومصادرتها وسحبها من الأسواق. ورد في كتاب المثلث الوردي لريتشارد بلانت: «اختلف هؤلاء الذين يشيرون إلى منع النازيين للإباحية في 23 فبراير/شباط عام 1933 على أن يكون النازيون قد روجوا للإباحية في بولندا أو غيرها» وأن هتلر في كفاحي (كتاب) وضح أن الإباحية تقع ضمن خطة العالم اليهودي لإفساد جنس آري.
في عام1941، تطورت السياسة الألمانية حد أنها أمرت بتدمير الشعب البولندي أجمع بزعم من النازيين أنهم دون البشر. وفي غضون عشر إلى عشرين عامًا، تمت تنقية المناطق البولندية الواقعة تحت الاحتلال الألماني من العرق البولندي وتوطين مُحتلين ألمان بدلًا منهم. أصبحت تلك السياسة أقل حدة في الأعوام الأخيرة من الاحتلال (1943- 1944) في ضوء الهزائم العسكرية وظهور الجبهة الشرقية. تمنَ الألمان أن يؤدي التساهل في سياستهم إلى تهدئة الشغب وإضعاف المُقاومة. عاد البولنديون إلى تلك المتاحف التي دعمت الإشاعات والمعتقدات الألمانية كذلك الذي أُنشئ حديثًا حينها كمتحف فريدريك شوبان الذي أكد على جذور المؤلف الموسيقي الألمانية. تهاون الألمان أيضًا في تلك الإلزامات حيال التعليم والمسرح والموسيقى.
سعت سياسة الألمان وإشاعاتهم إلى ابتكار وتحفيذ الخلافات بين الجماعات العرقية المُختلفة، التي تكونت منها الجمهورية البولندية الثانية التي تعدد فيها الثقافات، حيث عملت على تصعيد الخلافات بين البولنديين واليهود وبين البولنديين والأوكرانيين. وفي لودز، أجبر الألمان بعضًا من اليهود على تدمير نصب تذكاري للبطل القومي تاديوش كوسيوسكو ووثقوا فيلمًاللحادثة. لاحقًا، أدرم الألمان نارًا في معبد يهودي ووثقوا فيلمًا للمارة من البولنديين وصورتهم وزارة الإشاعات على كونهم الناقمين من العامة. تلك السياسة التي عملت على شق الصف البولندي كانت تعكس قرار الألمان تدمير التعليم البولندي، في الوقت نفسه الذي يُظهرون فيه تهاونًا نسبيًا مع نظام المدارس الأوكراني. كما شرح المسئول الألماني صاحب الشأن، إيريك كوخ: «علينا أن نفعل أي شيء في سبيل أن يشعر البولندي أنه يريد قتل الأوكراني حين يقابله وسيكون الأمر سيان للأوكراني حيال البولندي.»

#### النهب
في عام 1939، في غضون توطيد نظام الاحتلال، صادر النازيون ممتلكات الدولة البولندية والعديد من الممتلكات الخاصة. نُهِبَ عددٌ لا يُحصى من القطع الفنية وتم أخذها إلى ألمانيا، تنفيذًا لخطة أُعدت مسبقًا قبل الغزو. تحت إشراف وحدات من أينزاتسغروبن وغيرها والتي كانت تُعد مسئولة عن الفن وأيضًا تحت إشراف خبراء آخرين مسئولين عن أمور أكثر اعتيادية. من تلك الممتلكات الجديرة بالذكر، رسومات كل من رفائيل رامبرانت ليوناردو دا فينشي كاناليتو. أمن النازيون مُعظم تلك القطع الفنية خلال ستة أشهر من سبتمبر/أيلول 1939 أي بحلول نهاية عام 1942، حيث قدّر مسئولون ألمان أن حوالي تسعين بالمائة من تلك القطع أصبحت بحوزتهم. نُقلت بعض القطع إلى متاحف في ألمانيا كما نصت الخطة في مدينة لينتز بينما أصبحت أخرى من ممتلكات بعض المسئولين الألمان الخاصة. تم أخذ أكثر من خمسمائة وستة عشر ألف قطعة فنية؛ بينهم ألفان وثمانمائة رسمة من رسوم فنانين أوروبا وأحد عشر ألف رسمة لفنان بولندي وألف وربعمائة تمثالًا نحتيًا وخمس وسبعين ألف مخطوطة وخمس وعشرين ألف خريطة وتسعين ألف كتاب من ضمنهم عشرين ألفًا طُبِعوا قبيل عام 1800 ومئات الآلاف من الأغراض ذات القيمة الفنية والتاريخية العالية. حتى الحيوانات النادرة أُخذت من حدائق الحيوانات.

#### التدمير
أُغلقت أو خُصصت للألمان فقط العديد من المؤسسات الخاصة بالتعليم والثقافة كالجامعات والمدارس والمكتبات والمسارح ودور عرض السينما. تم تدمير خمس وعشرين متحف وحشد من المؤسسات الأخرى خلال الحرب. تبعًا لتخمين ما، تم تدمير 34% من بنية بولندا التحتية في التعليم ومؤسسات الابحاث و14% من المتاحف بانتهاء الحرب. تخمين آخر أقر ببقاء 105 من المتاحف البولندية من أصل 175 كانت موجودة قبل الحرب، بينما أُعيد فَتح 33 متحف فقط. بقي بشكلٍ نسبي سليم عددٌ قليل من مؤسسات بولندا العلمية التي بلغ عددها قبل الحرب 603 ودُمر نصفها تمامًا.
تم إلقاء القبض وإعدام ونقل إلى معسكرات الاعتقال النازية العديد من أساتذة الجامعة والمعلمين والمحامين والفنانين والكُتاب والرهبان وآخرين من النخبة المُثقفة في عمليات تهدف لإقصائهم. فقدت بولندا خلال الحرب العالمية الثانية من 39% إلى 45% من جملة أطبائها ومن أطباء الأسنان، وما يتراوح بين 26% إلى 57% من محاميها، وما بين 15% إلى 30% من معلميها، وما بين 30% إلى 40% من علمائها ومدرسي جامعاتها، وما يتراوح بين 18% إلى 28% من رجال دينها. تمت إبادة النخبة المثقفة من اليهود جُملةً. بيّن تلك السياسة الحزب النازي الذي أقر أن أي بولندي يظهر عليه علامات النبوغ، سوف يُقتل.
في مساعيهم لتدمير الثقافة البولندية، حاول النازيون الألمان تدمير المسيحية في بولندا وتدمير الكنيسة الرومانية الكاثوليكية على وجه الخصوص. قُيد البولنديون بل ومُنعوا في بعض المناطق المحتلة من ممارسة طقوسهم الدينية وحضورها. تزامن ذلك مع مُصادرة ممتلكات الكنيسة وتم حظر اللغة البولندية في بعض المراسم الدينية وتم إبطال المؤسسات التابعة لها ومُنعت بعض الاغاني الدينية أو حتى ترديد بعض آيات الإنجيل في العلن. كانت أسوأ السياسات المُتبعة تلك في إحدى المدن حيث عاملهم الألمان على كونهم فئران مُختبر لتلك السياسات المُعادية للدين. تم استهداف رجال الدين ورموز قيادية دينية من ضمن النخبة المثقفة التي تعرضت للاستئصال.
حظر المسئولون الألمان تعليم الأطفال من البولنديين على بضع سنوات ابتدائية فقط وذلك في محاولة منهم لإحباط تعليم الأجيال الجديدة من البولنديين.
كَتَبَ زعيم الرايخ إس إس هاينريش هيملر في مُذكرة دبلوماسية في مايو/أيار من عام 1940، الغرض الأوحد من هذا التعليم هو إجراء عمليات حسابية بسيطة فيما لا يتخطى تعليمه الترقيم لما بعد الخمسمائة وكيفية كتابة اسمائهم والعقيدة الإلهية التي تنص على إطاعة الألمان... أنا لا أعتقد أن تعليمهم القراءة أمر هام. في محاكاةٍ له، تحدث هانز فرانك عن أن البولنديين لا يحتاجون الجامعات ولا المدراس الثانوية، بل إن الأراضي البولندية ستتحول إلى صحارٍ فكرية. كان الوضع رهيبًا في تلك المناطق في الأراضي البولندية غير الواقعة تحت حكم الحكومة المركزية؛ تلك التي استولى عليها الرايخ الثالث. اختلفت السياسة المُتّبعة من منطقة إلى أخرى ولكن بشكلٍ عام لم يكُن هناك أي تعليم باللغة البولندية. كانت السياسة تشكيل صدمة حضارية ألمانية للجماهير. نُبِذ المعلمون البولنديون وطُلِبَ من البعض الآخر جضولا اجتماعات توجيهية مع الإدارة الجديدة وهناك كان الأمر ينتهي باعتقال المعلمين أو إعدامهم على الفور. أُرسل بعض الأطفال البولنديين إلى مدارس ألمانية، بينما أُرسل البعض الآخر لمدارس خاصة حيث كانوا يُعاملون مُعاملة العُمال غير مدفوعي الأجر والتي عادةً ما كانت مزارع ألمانية في الأصل وكان الحديث بالبولندية وازعًا للعقاب الشديد. كان من المُعتاد أن يعمل الأطفال بمجرد انتهاء تعليمهم أي ببلوغهم الثانية عشر أو الخامسة عشر.أغلقت المدارس في المناطق الشرقية ما عدا منطقة الحكومة المركزية، واقتصر التعليم على المدارس غير البولندية كتلك الأوكرانية والبيلوروسية واللتوانية. في إحدى المناطق بلغت نسبة المدارس التي أُغلقت خلال السنتين الأول من الاحتلال 86% وتصاعدت لتبلغ 93% في السنة التالية.
كانت أبهة المدارس البولندية في منطقة الحكومة المركزية أفضل إلى حدٍ ما، على الرغم من كونها بقيت بالكاد بنسبة 30% من المدارس ما قبل الحرب فاعلة من الأساس ونسبة 28% من الطلاب فقط حضروا المدارس بحلول عام 1940. شرحت مُذكرة دبلوماسية ألمانية الوضع في أغسطس/آب عام 1943 كما يلي:
تزاحم الطلاب جنبًا إلى جنب ولم تتوفر لديهم الأدوات اللازمة، ولا المُعلمين الأكفاء عادةً. علاوة على ذلك، تُغلق المدارس البولندية خمسة أشهر من أصل عشرة مُخصصة للعام الدراسي بسبب نقص في كمية الفحم والوقود. بقي من أصل ثلاث وعشرين مبنى تعليمي فسيح في كراكوف أسوأ اثنين فقط بحلول 1939... أصبح على الطلاب التناوب. إذعانًا لتلك الظروف اقتصر عدد ساعات اليوم الدراسي من خمس إلى ساعة واحدة فقط.
في مناطق الحكومة المركزية خضعت المدارس المُتبقية إلى النظام التعليمي الألماني وأصبحت أعدادُها وكفائتُها في تناقص مستمر. أُغلقت جميع الجامعات والمدارس الثانوية على الفور من الغزو وتلك التي لم تُغلق حينها، أُغلقت في مُنتصف عام 1940. في أواخر العام نفسه، لم تَبقْ أية مدرسة سوى تلك المهنية ولم تقدمن من تعليم سوى التجاري البدائي والتديب التقني المطلوب للاقتصاد النازي. تكون التعليم الابتدائي من سبع سنوات وكانت السنتان الأخيرتان تحويان يومًا واحدًا فقط في الأسبوع الدراسي. لم يتوفر المال لتدفئة المدارس خلال فصل الشتاء. اندمجت الدفعات والمدارس معًا، وطُرد المدروسن الألمان، واستخدمت المدخرات الناتجة عن ذلك في تمويل إنشاء مدارس جديدة للأقلية الألمانية أو لإنشاء ثكنات للقوات الألمانية. لم يتدرب أي من المدرسين البولنديين. خضع المنهج التعليمي للرقابة ومُنعت المواد الدراسية كالأدب والتاريخ والجغرافيا. صودرت الكُتب المدرسية القديمة وأُغلقت المكتبات المدرسية. تضمنت الأغراض الأساسية من تعليم البولنديين إقناعهم أن قدرهم الوطني محتوم وتعليمهم الخضوع واحترام الألمان. تم ذلك بخطوات مُتعمدة كمداهمة المدارس، وتفتيش أغراض الطلاب، وإلقاء القبض على العديد من الطلاب والمعلمين، واستخدام الطلاب كعمال بالإجبار، عادةً بنقلهم إلى ألمانيا كعمالة موسمية.
تخصص الألمان في تدمير ثقافة يهودية في بولندا؛ دمروا كُل كنيس خشبي تواجد هناك. علاوةً على ذلك حُظر بيع الأدبيات اليهودية.
واجه الأدب البولندي قَدَرًا مُماثلًا في المناطق التي وقعت تحت سيطرة ألمانيا، حيث حُظرت الكتب البولندية من البيع. لم يقتصر تدميرالكتب البولندية على تلك التي صودرت من المكتبات، بل شمل تلك التي صودرت من بيوت الخاصة. سُحِبت حقوق ملكية آخر كتاب بولندي في عام 1943؛ تمت مُصادرة كُتب الصلوات حتى. على الفور من بدء الاحتلال، أُغلقت العديد من المكتبات؛ في مدينة كراكوف، أغلقت حوالي 80% من المكتبات على الفور، بينما شهدت البقية منهم هلاك مجموعات كتبها من الرقباء. دمر الاحتلال مجموعات كتب بولندية كتلك المجموعات في مكتبات المجلس النيابي العلوية والسفلية وارسو والمكتبة العسكرية المركزية وغيرها. في عام 1942، أُغلقت المكتبة الوحيدة المُتبقية في الأراضي المُحتلة فيوارسو. خلال الحرب، فقدت مكتبات وارسو حوالي مليون مُجلد وهو ما يقرب 30% من مجموعاتهم. كانت حوالي 80% من تلك الخسائر نتيجة لعمليات التطهير أكثر منها نزاعات الحرب نفسها. تُقدر الخسائر خلال الحرب بشكلٍ عام، بهلاك عشرة ملايين مُجلد من المكتبات والمؤسسات التابعة للدولة.
تمت مُصادرة الأعلام وكل تلك العلامات البولندية. شملت الحرب على اللغة هدم جميع العلامات وحظر التحدث بها في الأماكن العامة. تعرض الذين تحدثوا البولندية في الشوارع إلى الإهانة والاعتداء الجسدي. سادت عملية تحويل أسماء الأماكن إلى الألمانية. تم تدمير العديد من كنوز الثقافة البولندي كالنصب التذكارية، واللوحات، والتماثيل الخاصة بالأبطال القوميين. في تورون على سبيل المثال، تدمرت كُل التماثيل واللوحات. تدمر العشرات من التماثيل على امتداد بولندا. انتوى النازيون هدم مُدنٍ بأكملها.

#### الرقابة والتشهير
منع الألمان نشر أية كتب باللغة البولندية أو دراسات أدبية أو أبحاث دراسية. في 1940، قام العديد من دور النشر التي سيطر عليها الألمان بدأت عمليات طبع لقواميس بولندية-ألمانية روايات مُعادية للسامية وأخرى مُعادية للشيوعية. كان إعادة كتابة التاريخ أحد أهداف التشهير الألماني لبولندا؛ نُشرت دراسات وأُقيمت معارض لتدعي أن الأراضي البولندية كانت في الأصل ألمانية وأن البولنديين المشهورين كنيكولاس كوبرنيكوس وفردريك شوبان انتوا إلى أقلية ألمان في الأصل.
كانت المُصادرة في البداية للكتب الجادة كالعلمية والنصوص التعليمية وتلك التي كانت تُزيد من الانتماء للوطن؛ كانت كتب الخيال فقط التي لا تُعادي الألمان هي المسموح بها. تضمنت كُتب الأدب المحظورة الخرائط والأطلس والكتب الإنجليزية والفرنسية وكذلك القواميس. أُنشأت قوائم بالكُتب المحظورة ولكنها لم تُنشر، وأُعلن أن ألفٌ وخمسمائة كاتب بولندي يشكلون خطرًا على الدولة والثقافة الألمانية. شَمِلت قائمة الكُتاب المحظورين على آدم ميتسكيفيتش وبوليسلاف بروس وفواديسواف ريمونت وغيرهم. كان امتلاك تلك الكُتب غير قانوني ويُعاقب عليه بالسجن.مُنِعَ توصيل الكُتب للمنازل، وفُرِغَت أو أُغلقت المكتبات التي احتاجت أيضًا احتاجت رُخصة للعمل.
مُنعَ البولنديون من امتلاك راديو وكانت عقوبة امتلاكه الموت. انخفض عدد الكُتب المنشورة من ألفين إلى العشرات فقط وخضعت جميعُها للرقابة الألمانية. أُغلقت جميع الصُحف التي كانت قائمة قبل الحرب، أما تلك الإصدارات التي خرجت خلال فترة الاحتلال فقد كانت تحت قبضة الألمان. كان تدمير الصحافة في بولندا عن بكرة أبيها أمرًا مُنقطع النظير في التاريخ المُعاصر. كانت صحافة التشهير هي الوحيدة المتوفرة للقراء وكانت تُنشر تبعًا لإدارة الاحتلال الألماني. عُرِضَت في دور السينمات تحت إشراف أدوات التشهير برامج من الأفلام النازية التي سبقتها مجموعة من الأفلام الوثائقية الترويجية لهم. تم تعديل الأفلام البولندية التي سُمِح بعرضها، والتي بلغت نسبتها حوالى 20%، لتقل فيها الإشارة لرموز الوطنية وللمثلين ومنجي الأفلام اليهود. تم تصوير العديد من تلك الأفلام التشهيرية في بولندا وعُرضت أيضًا في عام 1943. دحض الفنانون البولنديون فكرة حضور تلك العروض واتخذوا لنفسهم شعارًا وهو: الخنازير فقط تُشاهد، بسبب استغلال الأرباح في مجال صناعة السلاح. كان الوضع مُماثلًا بالنسبة للمسرح حيث منعها الألمان بحجة تقديم فنًا جادًا. بالفعل، صُنعت بعض العروض المسرحية القائمة على مبدأ التشهير. لذلك، قاطع البولنديون المسرح أيضًا. علاوةً على ذلك، أثبطت عزيمة المُمثلين من المشاركة في هكذا أعمال وكان من الواضح أنهم سيصنفون مُتعاونين، إذا أذعنوا. على الجانب الآخر، في غيتو تهاونت تلك القيود من على الثقافة حيث تمنْ الألمان لو كان ذلك تنفيثًا لهم وتشتيتًا لحصولهم على قدرهم الأخير.
كانت الموسيقى آخر فروع الثقافة التي فُرضت عليها قيود حيث كان هانز فرانك مُتيمًا بها. بل إنه أمر بإنشاء أوركسترا وسيفونية خاصة بالحكومة المركزية في عاصمتها في كراكوف. تم أداء العديد من العروض الموسيقية في المقاهي العامة وفي الكنائس، واختار البولنديون مُقاطعة الفنون الترويجية فقط. أُجبر فناني الفنون المرئية كالرسامين والنحاتين على التقيد بقيود الحكومة المركزية؛ تساهل العامة من البولنديين مع أعمالهم، إلا عندما تضمنت مواضيع تشهيرية. استُبدل معارض دورية للفنون بالمتاحف المُغلقة وتضمنت بشكل دوري مواضيع تشهيرية.
يمكن تقسيم العملية التشهيريرة التي تمت في بولندا المُحتلة لمرحلتين. توجهت الجهود الأولية إلى خلق جو من نبذ لبولندا ما قبل الحرب، بينما توجهت الجهود اللاحقة إلى تعزيز المواقف المعادية للسوفييت والمعادية للسامية والمؤيدة للألمان.

#### الاحتلال السوفييتي
بعد الغزو السوفييتي لبولندا ابتداءً من السابع عشر من سبتمبر/أيلول 1939 والذي لحق الغزو الألماني الذي كان بدوره إعلانًا لبدء الحرب العالمية الثانية ابتداءً من غرة الشهر نفسه من العام نفسه، ألحق الاتحاد السوفييتي الأجزاء الشرقية من الجمهورية البولندية الثانية والتي شملت ما يقرب من مائتان وواحد ألف وخمسة عشر كيلو متر مُربع وحوالي ثلاثة عشر ألفًا ومائتان وتسعة وتسعون مليونًا من السُكان. اشترك كلٍ من هتلر وستالين في طموح طمث كُل ما يخص حياة بولندا السياسية والثقافية، وعليه تبعًا لعالم التاريخ نيال فيرغسون ستنمحي فكرة بولندا الدولة وليست فقط المكان.
اعتبرت قوات الاحتلال السوفييتي العمل لسلطات بولندا ما قبل الحرب جريمة ضد الثورة بل ونشاط معادي للثورية، واعتقلت العديدين من نخبة بولندا المُثقفة والسياسيين والعُمال المدنيين والأكاديميين، وآخرين من الأشخاص العادية الذين اتُهِموا بتشكيل خطر ما على الحكم السوفييتي. تم ترحيل أكثر من مليون مواطن بولندي إلى سيبيريا، وإلى مُخيمات اعتقال في جولاج وظلوا هناك لسنين بل لعقود. مات البعض الآخر، بينما فُقِد ما يقرب من مائتا ألف ضابط في مجزرة كاتين.
سرعان ما كان يُضفي السوفييت طابعهم على المناطق التي كانوا يستولون عليها ويعتمدون فيها نظام الزراعة الجماعية الإجبارية. استمروا في مُصادرة وتأميم وإعادة توزيع الممتلكات الخاصة ومُمتلكات الدولة. خلال ذلك، حظروا الأحزاب السياسية والمؤسسات العامة واعتقلوا وأعدموا قاداتها واسموهم أعداء الشعب. تطبيقًا لسياسة السوفييت المُناهظة للدين، تمت مُضايقة الكنائس والمؤسسات الدينية عامةً. في العاشر من فبراير/شباط عام 1940، أصدرت المفوضية الشعبية للشؤون الداخلية حملة تشمل عناصر الإرهاب ضد السوفييت في بولندا المُحتلة. شملت الحملة هؤلاء الذين اعتادوا السفر إلى الخارج، والذين ساهموا في التعاون الذي يتم ما وراء البحار، والذين تحدثوا إسبرانتو، ومحبي الطوابعية، والعاملين ب الصليب الأحمر، واللاجئين، والمهربين، والرهبان وأعضاء التجمعات الدينية، والنُبلاء، ومُلاك الأراضي، والتجار الأثرياء، والمصرفيين، والصناعيين، ومُلاك الفنادق والمطاعم. عمل كُلٍ من ستالين وهتلر على تقليص المُجتمع البولندي.
سَعَت سُلطات السوفييت إلى إزالة كُل آثار التاريخ البولندي من المنطقة التي أصبحت تحت سيطرتهم الآن. مُنع حتى اسم بولندا. تم هدم المعالم التذكارية البولندية. تم إغلاق كُل مؤسسات الدولة البولندية المُفككة بما فيها جامعة لفيف، ثُم أُعيد فتحها وكانت إداراتها في الغالب من شأن الروس. أصبحت الأيديولوجية الشيوعية للسوفييت أساسًا على كُل الأصعدة في ما يخص التعليم. ألغى السوفييت دراسات اللغة البولندية وآدابها، وتم استبدالها باللغة الروسية والأوكرانية. تم حرق الكُتب التي كُتبت بالبولندية حتى تلك الخاصة بالمدارس الابتدائية. مُنع المعلمون البولنديون من التدريس في مدارسهم وتم اعتقال العديدين منهم. استمرت العملية التعليمية في مدارس في بيلاروسيا وليتوانيا وأوكرانيا؛ ولكن بمناهج مؤيدة للسوفييت. كما أوضح عالم التاريخ البولندي-الكندي: يعتقد العديد من الدارسين أن الأوضاع كانت أقل حدة ولو بشكلٍ طفيف في المناطق التي وقعت تحت ظل الاحتلال السوفييتي عن تلك الأخرى التي وقعت تحت الاحتلال الألماني. في سبتمبر/أيلول عام 1939، هاجر العديد من البولنيين إلى الشرق؛ بعد قضاء بضع أشهر تحت حكم السوفييت ورغبوا لو يعودوا مجددًا إلى مناطق الاحتلال الألماني في بولندا المُحتلة.
خضعت جميعُ المنشورات وما يُعرض في الإعلام للرقابة. سعى السوفييت لتجنيد مُفكري اليسار الذين كانوا على استعدادٍ للتعاون بدورهم. على الفور من الغزو السوفييتي، أنشأت جمعية الكتاب الأوكرانيين السوفييت فرعًا لها في لفيف؛ أُقيم مسرحًا بولنديًا ومحطة مذياع هُناك. أُسيئ تنظيم النشاطات الثقافية في مينسك وفيلنيوس. تحكمت السُلُطات السوفييتية في تلك النشاطات وكانت تُظهر الحكومة السوفييتية بشكلٍ إيجابي براق وتذم في تلك البولندية السابقة.
على الرغم من سياسة الدعاية للسوفييت التي دعمت النشاطات الثقافية البولندية، حدث صدامٌ بينها وبين التطويع إلى الروسية. انتوى السوفييت في الوهلة الأولى التخلص تدريجيًا من اللغة البولندية، لذلك منعوها في المدارس، وإشارات الشوارع، ومختلف جوانب الحياة. لم تُطبق هذه السياسة في بعضِ أحيان؛ كانت الأولى قبيل انتخابات أكتوبر/تشرين الأول 1939، ولاحقًا في أعقاب فتح ألمانيا لفرنسا. في خريف عام 1940، احتفل بولنديو مدينة لفيف بذكرى وفاة آدم ميتسكيفيتشالخامسة والثمانين. سُرعان ماقرر ستالين إعادة التأسيس لتطويع الثقافة الروسية هُناك. ولكنه تراجع في قراره ذاك مُجددًا، عند الحاجة كما نصت عملية بارباروسا للدعاية لأنفسهم. نتيجة لذلك قام ستالين بتأسيس القوات المسلحة البولندية في الشرق ثم قرر لاحقًا تغيير اسم الدولة وأطلق عليها جمهورية بولندا الشعبية.
تعاون العديد من الكُتاب البولنديين مع السوفييت، دعمًل للسوفييت ومناهضة لبولندا، ومنهم ستانسلاف جيرزي ليك وجان كوت وليوبولد لوين وليون باسترناك ويوجري بوترامنت وأدولف رودنيكي وأناتول ستيرن وبرونو وينوار وغيرهم.
على نحوٍ مُغاير لهؤلاء، رفض آخرون محاولات السوفييت وعوضًا عنها نشروا أعمالهم بين العامة من الشعب. تعاون بعضُ الكُتاب مع السوفييت لبضع أشهر، ثم انضموا لمعارضتهم بعد ذلك. على سبيل المثال، ألقت قوات الشرطة السرية لالمفوضية الشعبية للشؤون الداخلية القبض على ألكسندر فات ونفوه إلى كازاخاستان.

## الثقافة الموازية

### الرُعاة
بُعثت روح الثقافة البولندية في التعليم الموازي، والمنشورات، والمسرح. أسست الدولة البولندية الموازية وزارة للتعليم والثقافة، وأخرى للعمل والشئون الاجتماعية، وللتخلص من آثار الحرب، وعملوا معًا كرعاة للثقافة البولندية. أشرفت تلك الوزارات على الحفاظ على الأعمال الفنية من النهب والتدمير سواء أكانت ملكية الدولة أو المجموعات الخاصة ومن الجدير بالذكر، تلك الرسومات الضخمة الخاصة بيان ماتيكو والتي مُحيت خلال فترة الحرب. كتبوا تقارير بالأعمال التي نُهبت أو دُمرت وأعانوا الفنانين والدارسين بما يُتيح لهم الاستمرار في إنتاجهم الفني ومنشوراتهم والإنفاق على عائلاتهم. لذلك، تمكنوا من إنتاج المنشورات السرية لونستون تشرشل وأركادي فييدلر، ومن نسخ عشرة آلاف نُسخة من كُتب المرحلة الابتدائية، ومن تفويض الفنانين بالعمل على فن مُقاوم والذي نُشر لاحقًا في إطار العملية نون وعمليات أخرى. مَولوا أيضًا معارض فنية وعروض وحفلات، ولكن سِرًا.
تضمنت قائمة الرعاة الكنيسة الكاثوليكية الرومانية في بولندا والطبقة الأرستقراطية الذين عملوا على دعم الفنانيين والحفاظ على تراثهم ومن أهمهم آدم ستيفان سابييها والسياسي السابق يانوش رادزيفيل. حتى إن بعض دور النشر طلبت من الكُتاب أن يستمروا في مُمارسة مهنتهم وأن كُتبهم ستُنشر بعد انتهاء الحرب.

### التعليم
ردًا على الرقابة التي فُرضت على المدارس وإغلاقها، أدت مُقاومة المُعلمين هُناك إلى القيام بالعديد من نشاطات تعليمية بديلة واسعة المدى. من الجدير بالذكر، إنشاء مُنظمة التعليم السرية في أكتوبر/ 1939. تأسست العديد من المُنظمات المحلية وأصبحوا ما بعد عام 1940 مُنسقين وخاضعين لمنظمة التعليم السرية تلك. عملت مع وزارة التعليم والثقافة للحكومة الموازية والتي تأسست في خريف 1941 تحت إدارة تشيسلاف فيستش، مؤسس مُنظمة التعليم السرية. استمرت العملية التعليمية في إطار النشاطات الرسمية التي أقرتها المنظمة أو استمرت سرًا في بيوت وأماكن أخرى. بحلول عام 1942، شارك مليون وخمسمائة ألف طالب في المرحلة الابتدائية؛ وبحلول عام 1944، انضم مائة ألف طالب للمرحلة الثانوية، وعلى صعيد الجامعات فقد حضر حوالى عشرة آلاف طالب دروسهم وعند مُقارنة ذلك بالعام السابق للحرب في بولندا، فقد حضر ما يقرب من ثلاثون ألفًا عام 1938/1939. حضر ما يقرب من تسعون ألف طالب في المرحلة الثانوية دروسه سرًا بالتعاون مع ستة آلاف مُعلمما بين عام 1943 وعام 1944 في أربع مُقاطعات تابعة للحكومة المركزية في وارسو وكراكوف ورادوم ولوبلين. بشكل عام، كان طفل من بين كُل ثلاثة أطفال في المناطق التابعة للحكومة المركزية يحصل على نوع من التعليم بفضل تلك المُنظمات السرية؛ تصاعدت تلك النسبة لتبلغ 70% من هؤلاء الأطفال الذين تسمح لهم مرحلتهم العمرية بحضور دروس المرحلة الثانوية. آلت بعض التكهنات أن العملية التعليمية شهدت تطورًا في بعض المناطق الريفية حيث قام بالتدريس هناك مُعلمين هاربين من المدن. كان غياب اليهود من البولنديين ملحوظًا مُقارنة بوضعهم ما قبل الحرب حيث حُجزوا في غيتو؛ توفر لديهم أيضًا تعليمًا سريًا تابعًا للمنظمة البولندية السرية نفسها. كان الطلاب في تلك المُنظمات السرية مُقاومين للاحتلال.
في وارسو، عملت حوالى سبعون مدرسة بشكلٍ سري على تدريس أحدًا وعشرين ألف طالب بالتعاون مع ألفين مُعلم. عملت جامعة وارسو على التدريس سرًا لثلاثة آلاف سبعمائة طالب، وناقشوا أربع وستين رسالة ماجيستير، وسبع رسالات دكتوراة. عملت جامعة وارسو للتكنولوجيا على التدريس سرًا لثلاثة آلاف طالبٍ تحت الاحتلال، وناقشوا مائة وستة وثمانين رسالة ماجيستير في الهندسة، وثماني عشرة رسالة دكتوراة، وست عشرة شهادة التأهيل لدرجة الأستاذية. بينما ناقشت جامعة كراكوف ربعمائة وثمانية وستون درجة ماجيستير، واثنان وستين درجة دكتوراة، وقاموا بتعيين أكثر من مائة مُعلم في الجامعة وآخرين، وقدمت الجامعة خدماتها لما يقرب من ألف طالب في العام. استمرت العديد من الجامعات والمؤسسات التعليمية سواء أكانت في الموسيقى أو المسرح أو الآداب أو غيرها في تدريس مناهجها أثناء الحرب في مُختلف أنحاء بولندا. استمر العمل على الأبحاث العلمية كالفيلسوف ذو الوزن فلاديسلاف تاتاركيويتش وعالم اللغويات زينون كلامينسيسوكس. حصل ما يقرب من ألف عالم على تمويل الحكومة السرية ليتمكنوا من مواصلة العمال على أبحاثهم.
اختلف رد فعل الألمان على تلك العملية التعليمية السرية من حيث كونها تتم في المناطق التابعة للحكومة المركزية أو غيرها من المناطق التابعة لها. أدرك الألمان قدرة العملية التعليمية الكاملة لدى البولنديين بحلول عام 1943، لكنهم لم يتمكنوا من إيقافهم ربما لأنهم وضعوا الأولوية لمحاربة المُقاومة المُسلحة. لم يَكُن إغلاق المدارس والجامعات في منطقة الحكومة المركزية من أولويات الألمان. أقر تقرير ألماني عام 1943 أن التحكم فيما يتم تدريسه في المدارس وخاصة الريفية منها أمرٌ شاق؛ تحول الحاجة إلى الأيدي العاملة والنقل ونشاطات المُقاومة البولندية دون ذلك. تم تدريس مناهج في بعض المدارس البولندية التي لم تعمل بانتظام غير تلك المُقررة، تحديًا للسلطات الألمانية. لاحظ هانز فرانك أنه على الرغم مما يشكله المعلمين البولنديين من خطر قاتل للألمان، إلا إنه لا يمكن التخلص منهم جمعاء على الفور. تم التعامل مع الأمر على درجة أعلى من الخطزرة في المناطق التي تم الاستيلاء عليها حيث أعاق عملية تطويع الألمانية لدى البولنديين؛ كان تغيير المناهج في تلك المناطق يؤدي إلى الترحيل إلى مُعسكرات الاعتقال

### الطباعة
كان هُناك ما يقرب من الألف مجلة سرية؛ من أهمها آرميا كاراجوا ومجلة الوفد الحكومي السري. بالإضافة إلى منشورات الأخبار التي اعترضت عليها قنوات البث الغربية، كان هُناك مئات المنشورات السرية المُخصصة للسياسة والاقتصاد والتعليم والأدب. طُبِعَ من مُجلد المنشورات الأكبر على الإطلاق ثلاثة وأربعين نسخة، حين كان مُتوسط حجم طباعة المنشور الواحد الكبير ما يتراوح بين ألف إلى خمسة آلاف نسخة. نشر البولنديون سرًا كُتيبات ووريقات بين الألمان أنفسهم تحت اسم المقاومة الألمانية للنازية لنشر معلومات خاطئة مُضللة بينهم وخفض روحهم المعنوية. طُبعت الكتب أحيانًا. غيرها من الإغراض تمت طباعتها كالملصقات الوطنية ومُلصقات الإدارة الألمانية المُزيفة والتي تطلب من الألمان إخلاء بولندا أو امتلاك حيوانات أليفة في بيوتهم.